# Remina Yoshimoto
Remina Yoshimoto (吉元玲美那 (Yoshimoto Remina?); Prefettura di Tochigi, 1º agosto 2000) è una lottatrice giapponese, campionessa iridata ai mondiali di Oslo 2021 nel torneo dei -50 kg.

## Palmarès
| Anno | Manifestazione              | Sede       | Evento | Risultato | Note |
| ---- | --------------------------- | ---------- | ------ | --------- | ---- |
| 2016 | Campionati asiatici cadetti | Taichung   | 46 kg  | Oro       |      |
| 2017 | Mondiali cadetti            | Atene      | 46 kg  | Oro       |      |
| 2019 | Campionati asiatici junior  | Chon Buri  | 50 kg  | Oro       |      |
| 2021 | Mondiali                    | Oslo       | 50 kg  | Oro       |      |
| 2022 | Campionati asiatici         | Ulan Bator | 50 kg  | Oro       |      |